# Архиепархия Булавайо
Архиепархия Булавайо (лат. Archidioecesis Bulauaiensis) — архиепархия Римско-католической церкви с центром в городе Булавайо, Зимбабве. В митрополию Булавайо входят епархии Гверу, Масвинго и Хванге. Кафедральным собором архиепархии Булавайо является церковь Непорочного Зачатия Пресвятой Девы Марии.

## История
4 января 1931 года Римский папа Пий XI издал бреве «Congregationis Missionariorum», которым учредил миссию sui iuris Булавайо, выделив её из апостольской префектуры Солсбери (сегодня — архиепархия Хараре).
18 июля 1932 года Римский папа Пий XI издал бреве «Admonet Nos», которым преобразовал миссию sui iuris Булавайо в апостольскую префектуру.
13 апреля 1937 года Римский папа Пий XI издал буллу «Ad maiorem dignitatis», которой преобразовал апостольскую префектуру Булавайо в апостольский викариат.
29 июня 1953 года апостольский викариат Булавайо передал часть своей территории для учреждения апостольской префектуры Уанки (сегодня — епархия Хванге).
1 января 1955 года Римский папа Пий XII издал буллу «Quod Christus», которой преобразовал апостольский викариат Булавайо в епархию, суффраганную по отношению к архиепархии Солсбери.
2 апреля 1959 года епархия Булавайо передала часть своей территории для создания апостольской префектуры Бечуаналенда (сегодня — епархия Габороне).
10 июня 1994 года Римский папа Иоанн Павел II издал буллу «Ipso bene iuvante», которой возвёл епархию Булавайо в ранг архиепархии-митрополии.

## Ординарии архиепархии
- епископ Ignazio Arnoz, M.H.M.[1] (27.04.1931 — 26.02.1950);
- епископ Adolph Gregory Schmitt, C.M.M. (23.12.1950 — 9.05.1974);
- архиепископ Ernst Heinrich Karlen, C.M.M. (9.05.1974 — 24.10.1997);
- архиепископ Pius Alick Mvundla Ncube (24.10.1997 — 11.09.2007);
- архиепископ Alex Thomas Kaliyanil, S.V.D. (с 20 июня 2009 года).